# Sllatina (Vushtrria)

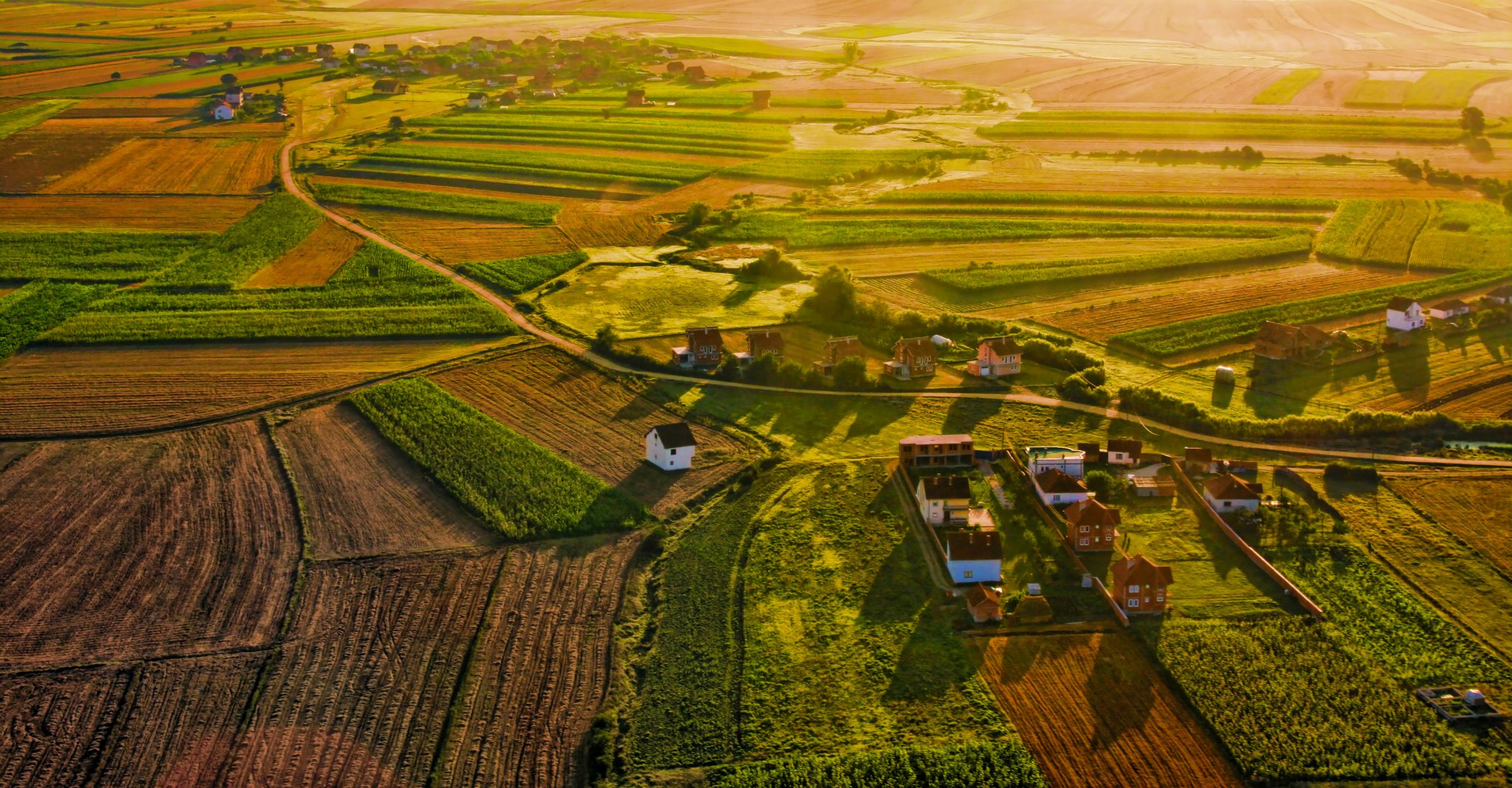
Sllatina (2009)

Sllatina (albanisch auch Sllatinë, serbisch Слатина Slatina) ist ein Dorf in der kosovarischen Gemeinde Vushtrria im Bezirk Mitrovica.
Es befindet sich rund vier Kilometer nördlich der Stadt Vushtrria.

## Geographie
Slatina liegt nördlich des Amselfeldes in den Bergen, welche die letzten Ausläufer des Kopaonik-Gebirges sind.

## Bevölkerung

### Ethnien
Bei der Volkszählung 2011 wurden für Sllatina 491 Einwohner erfasst. Davon bezeichneten sich 490 als Albaner (99,79 %) und über einen Einwohner konnten keine Angaben gemacht werden.

### Religion
2011 bekannten sich von den 491 Einwohnern 490 als Muslime.
| Volkszählung | 1948 | 1953 | 1961 | 1971 | 1981 | 1991 | 2011 |
| ------------ | ---- | ---- | ---- | ---- | ---- | ---- | ---- |
| Einwohner    | 142  | 250  | 284  | 341  | 409  | 411  | 491  |